# Kholm-Zhirkovsky (huyện)
Huyện Kholm-Zhirkovsky (tiếng Nga: Холм-Жирковский райо́н) là một huyện hành chính tự quản (raion), của Tỉnh Smolensk, Nga. Huyện có diện tích 1989 km², dân số thời điểm ngày 1 tháng 1 năm 2000 là 13800 người. Trung tâm của huyện đóng ở Kholm-Zhirkovsky.